# Creswick Gap
Creswick Gap är ett bergspass i Antarktis. Det ligger i Västantarktis. Argentina, Chile och Storbritannien gör anspråk på området. Creswick Gap ligger 473 meter över havet.
Terrängen runt Creswick Gap är kuperad, och sluttar brant västerut. Trakten är obefolkad. Det finns inga samhällen i närheten.